# لا براي
لا براي (بالإنجليزية: La Breya)‏ هو أحد جبال سلسلة كتلة مونت بلاك وجزء من القمة الأم يقع في كانتون فاليز، سويسرا. يبلغ ارتفاع الجبل حوالي 2374 متر، بينما يبلغ ارتفاع نتوء الجبل 78 متر.